# Distretto di Ayna
Il distretto di Ayna è uno dei dieci  distretti della provincia di La Mar, in Perù. Si trova nella regione di Ayacucho e si estende su una superficie di 265,73 chilometri quadrati.

Istituito il 17 gennaio 1945, ha per capitale la città di San Francisco; nel censimento del 2005 contava 8.457 abitanti.